# Кирил Белградски
Кирил Белградски (на сръбски: Кирил Београдски) е православен духовник, митрополит на Белградската епархия от 1825 до 1827 година.

## Биография
Роден е в българско семейство в 1774 година в Крива паланка. Според сръбски източници е грък. Учи в Цариград. През ноември 1820 година е избран и по-късно ръкоположен за месемврийски митрополит.
В 1825 година, когато митрополит Агатангел е преместен в Халкидонската епархия, а по-късно става вселенски патриарх, Кирил е избран на негово място. Има крехко здраве и умира на 14/26 февруари 1827 година. Погребан е в Белград. Наследен е от Антим, бивш ловчански митрополит.